# Erígone (filla d'Icari)

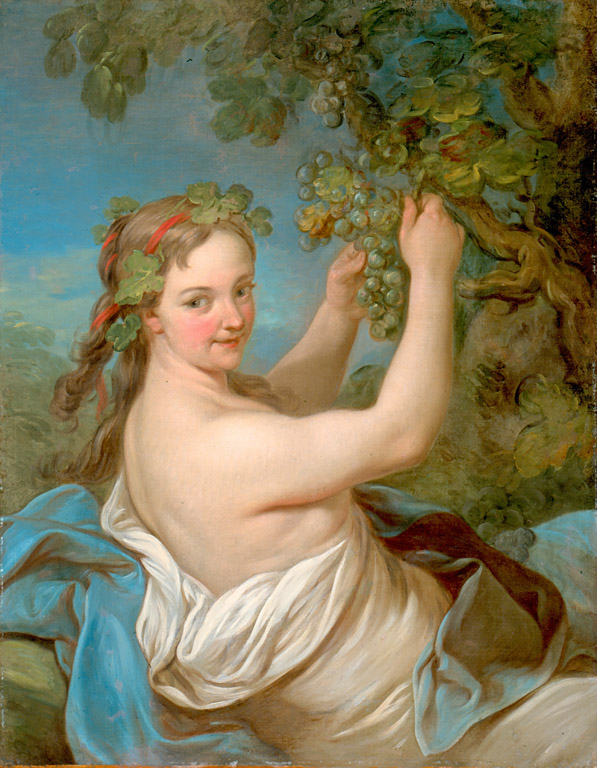
Erigone - Charles-André van Loo (1747).

D'acord amb la mitologia grega, Erígone (en grec antic Ἠριγόνη) va ser una donzella atenenca, filla d'Icari.
Icari havia ofert hospitalitat a Dionís quan el déu viatjava per la terra portant als homes la vinya i el vi. El déu es va enamorar d'Erígone, amb la que va tenir un fill, Estàfil. Dionís va obsequiar Icari amb un bot de vi, i va dir-li que el fes tastar als seus veïns. Quan el va compartir amb uns pastors, aquests es van emborratxar i van pensar que Icari els enverinava. El van matar a cops de bastó i van abandonar el cadàver. El gos d'Icari, anomenat Mera, amb els seus lladrucs va indicar a Erígone on era el cos del seu pare. La noia quan va veure el cadàver sota un arbre, es va penjar d'aquell mateix arbre. Dionís, desolat per la mort d'Icari i d'Erígone, va enviar una pesta a Atenes, i les noies de la ciutat, embogides, es penjaven. Consultat l'oracle de Delfos, va respondre que el déu volia venjar així la mort d'Icari i d'Erígone, que havia quedat sense castigar. Els atenesos van trobar els pastors i els van castigar, i van instituir una festa en honor d'Erígone durant la qual unes noies es penjaven dels arbres. Després les joves van ser substituïdes per uns discs que portaven dibuixats rostres humans. Aquest és l'origen dels oscilla que també es practicaven a Roma i a tot Itàlia durant diverses festivitats.
Segons alguns, els déus la van pujar al cel, transformada en la constel·lació de la Verge.